# 1082

## Události

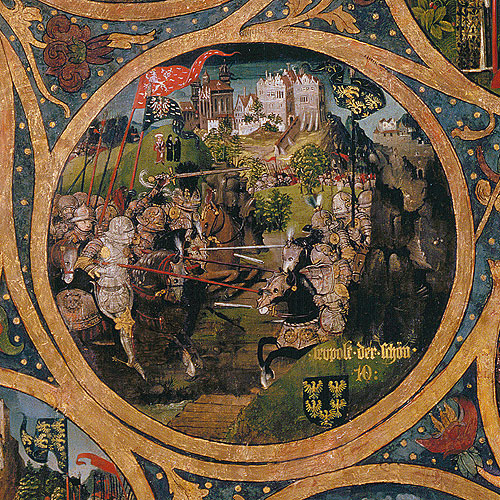
Bitva u Mailberku

- 12. května – česko-rakouská bitva u Mailberku

## Narození
- 2. listopadu – Chuej-cung, čínský císař z dynastie Sung († 4. června 1135)
- ? – Ramon Berenguer III. Barcelonský, hrabě barcelonský a provensálský († 1131)
- ? – Urraca Kastilská, královna Kastilie a Leonu a Galicie († 8. března 1126)
- ? – Jaropolk II. Vladimírovič, veliký kníže kyjevský († 18. února 1139)

## Úmrtí
- 5. prosince – Ramon Berenguer II. Barcelonský, hrabě z Barcelony, Girony, Osona, Carcassonne a Rasez (* 1053)
- ? – Synadene Byzantská, uherská královna, manželka Gejzy I. (* 1058)
- ? – Minamoto Jorijoši, samurajský velitel z rodu Minamoto (* 995)

## Hlava státu
- České knížectví – Vratislav II.
- Svatá říše římská – Jindřich IV. – Heřman Lucemburský vzdorokrál
- Papež – Řehoř VII.
- Anglické království – Vilém I. Dobyvatel
- Francouzské království – Filip I.
- Polské knížectví – Vladislav I. Herman
- Uherské království – Ladislav I.
- Byzantská říše – Alexios I. Komnenos